# PlanetSide 2
A PlanetSide 2 a Sony Online Entertainment által fejlesztett videójáték, mely a 2003-ban megjelent PlanetSide című játék folytatása. A játékot 2011. július 7-én a Sony Fan Fair rendezvényen jelentették be. Akárcsak az első részben, a PlanetSide 2 
középpontjában is az Auraxis bolygó feletti uralmat megszerezni kívánó három frakció küzdelme áll.

## Játékmenet
A PlanetSide 2 újragondolja a PlanetSide történetét, ugyanazokon a helyszíneken ugyanazok a frakciók küzdenek, nagyjából az előző rész történéseinek idején. Akárcsak az első részben, a PlanetSide 2 játékmenete is a területek meghódítása köré épül. A játékvilág kellően nagy lesz ahhoz, hogy több száz játékos gyalogos, szárazföldi-, és légi járművek harcának a színhelye legyen. A területszerzés rendszere összetettebb lesz, mint a PlanetSideban volt, ezúttal ugyanis sokkal fontosabb tényezővé válik a frontvonalak alakulása szempontjából. A fejlesztést végző Sony Online Entertainment nagy hangsúlyt fektet a szembenálló felek kiegyensúlyozására. A játék kreatív igazgatója, Matthew Higby így nyilatkozott: "Mindenképpen támogatni fogjuk majd a kisebb létszámú frakciókat választó játékosokat olyan játéktechnikai előnyökkel, mint az arányosan gyorsabb fejlődés, vagy nagyobb mennyiségű rendelkezésre álló nyersanyag. Mindent megteszünk azért, hogy minden frakciót nagyjából azonos számú játékos válasszon minden szerveren. El akarjuk kerülni, hogy a játékosaink valamilyen korlátozás miatt ne tudjanak a barátaikkal egy csapatban játszani."

## Fizetési modell
A PlanetSide 2  a free-to-play rendszert alkalmazza, azaz a játék ingyenesen elérhető, ám bizonyos játékon belüli tartalmakért, mint például a gyorsabb fejlődést biztosító bónuszokért, vagy a karakterek és járműveik megjelenését javító texturákért fizetni kell. A fejlesztők a League of Legends modelljét veszik alapul. A PlanetSide 2 jelentős része ingyenesen elérhető lesz, emellett bevezetik a Cash Shopot, ahol valós pénzért lehet vásárolni. Itt sem lehet viszont olyan fegyvereket, vagy járműveket szerezni, amelyik közvetlen előnyt biztosítanának a játékosnak, helyette a játékos lehetőségeit bővíti a személyre szabhatóság terén.

## Fejlesztés
A PlanetSide folytatásáról az első információk 2009-ben láttak napvilágot. A Sony Online Entertainment 2009. szeptember 25-én küldött levelet minden
akkori és korábbi PlanetSide játékosnak, amiben egy kérdőív kitöltését kérték, amit az új PlanetSide tervezéséhez akartak felhasználni. "Egy új játékkal akarjuk kiterjeszteni a  PlanetSide univerzumot, és a tervezéshez a Ti segítségeteket kérjük. Végül is ki ismerné jobban a játékot, mint Ti, a játékosaink, akik ezt a játékot játsszátok?"  Emellett a Sony Online Entertainment 2010. szeptember 21-én jegyezte be a www.planetside2.com domaint. A Sony Online Entertainment elnöke, John Smedley 2010. október 11-én a LiveJournal profiloldalán keresztül fény derül arra, hogy a folytatás munkacíme PlanetSide Next.
A folytatásról 2010. decemberéig  kevés információ látott napvilágot. Ekkor jelentette be John Smedley, hogy a Sony Online Entertainment 2011 márciusában új first-person shooter játékot indít, és Paul Williams (SOE alkalmazott) nyilatkozata tette egyértelművé, hogy ez a PlanetSide Next. 2011. március 31-én a SOE bejelentette, hogy abbahagyja a The Agency fejlesztését és erőforrásait az Everquest: Next és a PlanetSide Next mellé rendeli. John Smedley megerősítette, hogy a PlanetSide Next megjelenését az új engine bevezetése miatt 2011. év végére halasztják.
A PlanetSide 2 weboldalra 2011. július 7-én felkerült a játék előzetese.